# Корбу (комуна, Харгіта)
Корбу (рум. Corbu) — комуна у повіті Харгіта в Румунії. До складу комуни входять такі села (дані про населення за 2002 рік):
- Капу-Корбулуй (557 осіб)
- Корбу (1044 особи) — адміністративний центр комуни

Комуна розташована на відстані 285 км на північ від Бухареста, 70 км на північ від М'єркуря-Чука, 145 км на захід від Ясс, 148 км на північ від Брашова.

## Населення
За даними перепису населення 2002 року у комуні проживала 1601 особа.
Національний склад населення комуни:
| Національність | Кількість осіб | Відсоток |
| -------------- | -------------- | -------- |
| румуни         | 1419           | 88,6%    |
| угорці         | 171            | 10,7%    |
| цигани         | 11             | 0,7%     |

Рідною мовою назвали:
| Мова      | Кількість осіб | Відсоток |
| --------- | -------------- | -------- |
| румунська | 1420           | 88,7%    |
| угорська  | 170            | 10,6%    |
| циганська | 11             | 0,7%     |

Склад населення комуни за віросповіданням:
| Релігія       | Кількість осіб | Відсоток |
| ------------- | -------------- | -------- |
| православні   | 1410           | 88,1%    |
| римо-католики | 174            | 10,9%    |
| адвентисти    | 5              | 0,3%     |
| реформати     | 1              | 0,1%     |

## Зовнішні посилання
- Дані про комуну Корбу на сайті Ghidul Primăriilor [Архівовано 29 квітня 2012 у Wayback Machine.]